# Ван Хален, Франсиско де Паула
Франсиско де Паула Ван Хален (исп. Francisco de Paula Van Halen y Gil; 3 марта 1814, Вик — 11 февраля 1887, Мадрид) — испанский живописец, придворный художник королевы Изабеллы II.

## Биография
Родился в 1814 году в городе Вик, Каталония. Получил своё имя в честь святого Франциска из Паолы. Родственник (по одним данным — племянник, по другим данным — сын) испанского военачальника-авантюриста фламандского происхождения Хуана ван Халена (1788—1864) в разные годы служившего в разных армиях, в том числе в русской.
Вырос в Барселоне и там же начал увлекаться живописью. Затем переехал в Мадрид, где поступил в Королевскую академию изящных искусств Сан-Фернандо. В 1838 году, в возрасте 24 лет, впервые представил на публичной выставке одно из своих произведений.
Много работал как художник-иллюстратор, сотрудничал с известными мадридскими журналами; однако наибольшую известность снискал благодаря своими батальными и историческим сценам. В 1851 году получил звание придворного художника королевы Изабеллы II и был избран членом Академии Сан-Фернандо. Начиная с 1860 года регулярно участвовал в ежегодной Национальной выставке изящных искусств, учреждённой незадолго до этого указом королевы. Королева также приобрела ряд его картин, некоторые из которых до сих пор украшают Королевский и Сенатский дворцы Мадрида.
Художник был кавалером ордена Изабеллы Католической.
Скончался Ван Хален в 1887 году в Мадриде.
В родном городе Вике его именем названа улица.

## Галерея
- Вамбу провозглашают королём вестготов.
- Эпизод Первой карлистской войны.
- Битва при Лас-Навас-де-Толоса.
- Вид на Эскориал.